# María di Ágreda
Maria di Gesù di Ágreda, nata María Coronel y Arana (Ágreda, 2 aprile 1602 – Ágreda, 24 maggio 1665), è stata una religiosa e mistica spagnola, appartenente all'ordine delle monache Concezioniste francescane.

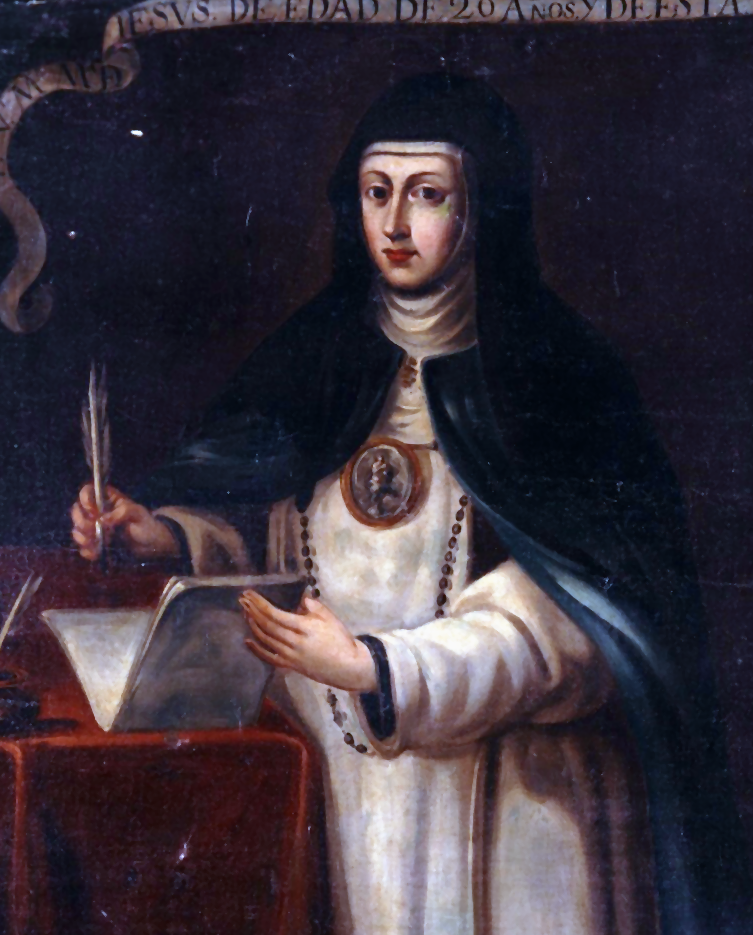
Ritratto di Maria di Ágreda

È in corso il processo di beatificazione; la Chiesa cattolica le ha attribuito il titolo di venerabile.
È inoltre venerata come santa dalla Chiesa Cattolica Palmariana.

## Biografia
María Coronel y Arana, meglio nota come Maria di Ágreda, nacque il 2 aprile 1602 ad Ágreda, piccolo comune montano spagnolo, appartenente alla provincia di Soria e situato nella comunità autonoma di Castiglia e León, ai piedi della Sierra del Moncalves e sulle rive del fiume Queiles.
La chiesa di Ágreda è inserita nella diocesi di Osma, appartenente a sua volta all'arcidiocesi di Burgos.
Il padre di María, Francesco Coronel, aveva sposato Caterina Araña. Dall'unione erano nati quattro figli: tutti i componenti della famiglia entrarono a far parte dell'Ordine francescano. Dopo che i due figli maschi e lo stesso capofamiglia, d'accordo con la moglie, entrarono in convento, Caterina pensò di trasformare anche la sua casa in convento: questo, inaugurato l'8 dicembre 1618, fu dedicato all'Immacolata Concezione e accolse tre suore appartenenti all'ordine delle Concezioniste, tutte provenienti da Burgos.

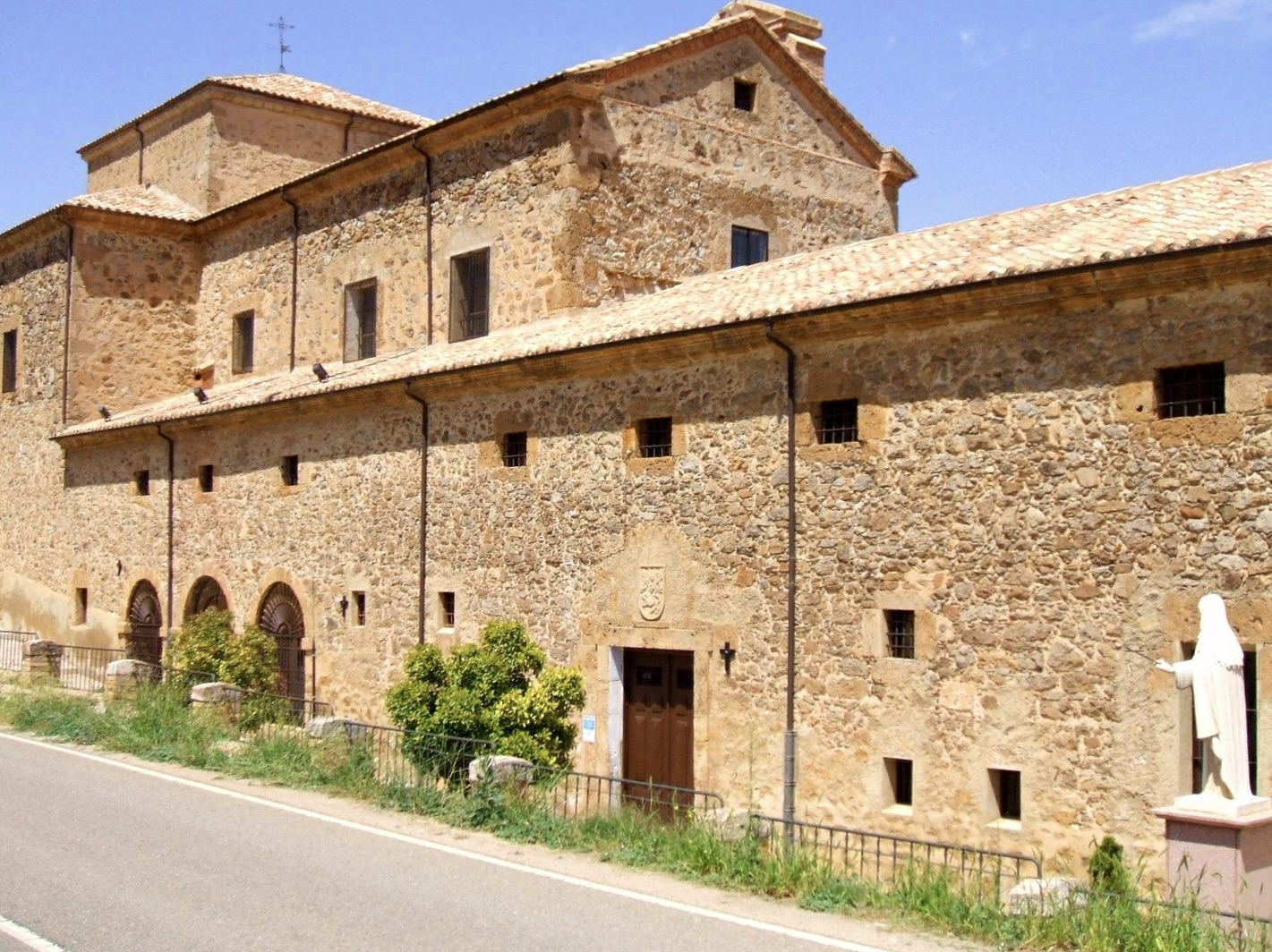
Veduta del monastero dell'Immacolata Concezione fondato da Caterina, madre di María de Jesús de Ágreda

Il 13 gennaio 1619 iniziarono il noviziato Maria, con il nome di Maria di Gesù, sua madre, con il nome di Caterina del Santissimo Sacramento, e la sorella minore Girolama, con il nome di Girolama della Santissima Trinità. Per capire la vocazione delle due sorelle, basti pensare che Maria aveva consacrato la sua verginità al Signore all'età di otto anni. Il 2 febbraio 1620 Maria e la madre emisero i voti, mentre Girolama dovette attendere perché ancora troppo giovane. Alla cerimonia partecipò anche il padre, già francescano con il nome di Francesco del Santissimo Sacramento.
Maria ebbe sofferenze e malattie, cui si aggiungevano penitenze volontarie, come flagellazioni, digiuni e veglie, ma accanto a queste prove avrebbe avuto estasi, visioni e bilocazioni che l'avrebbero portata nel Nord del Messico. Qui, i missionari francescani facevano fatica ad evangelizzare i territori tra Texas, Arizona, California e Nuovo Messico. Essi incontravano l'ostilità dei popoli nativi americani, come gli Apache, i Navajo e i Comanche. Nel 1622 i missionari, guidati da padre Alonso de Benavides, tentarono di nuovo, impiantando una missione fortificata. 
Inaspettatamente i religiosi ricevettero visite da parte dei capi degli Jumanos, una delle tribù più aggressive. Questi chiesero agli sbalorditi missionari l'invio di sacerdoti per riceverne i sacramenti, rivelando che erano stati convinti da una "Signora vestita d'azzurro" (Dama azul), che da qualche tempo appariva loro con parole e miracoli: la descrizione corrispondeva proprio a suor Maria di Gesù di Ágreda, che però non si era mai mossa dal suo convento. I missionari constatarono che presso gli Jumanos, ma anche presso altre tribù, i nativi erano preparati sul piano dottrinale. La vicenda fu sottoposta al rigoroso esame dell'Inquisizione spagnola, che accertò la veridicità dei fatti straordinari. Sono giunti alla stessa conclusione anche gli storici americani dei nostri giorni, molti dei quali protestanti, ebrei e agnostici. 
Di fronte all'Inquisizione, suor Maria dichiarò di aver visitato centinaia di volte le terre americane, precisando che non sapeva se questi "viaggi" fossero avvenuti "senza o con il corpo". A padre Alonso descrisse inoltre con precisione tutti i suoi confratelli, ricordando episodi missionari che egli stesso aveva dimenticato. E l'arcivescovo di Città del Messico constatò che suor Maria, pur non essendosi mai mossa dal convento, descriveva in certe sue lettere l'America come se le fosse familiare.

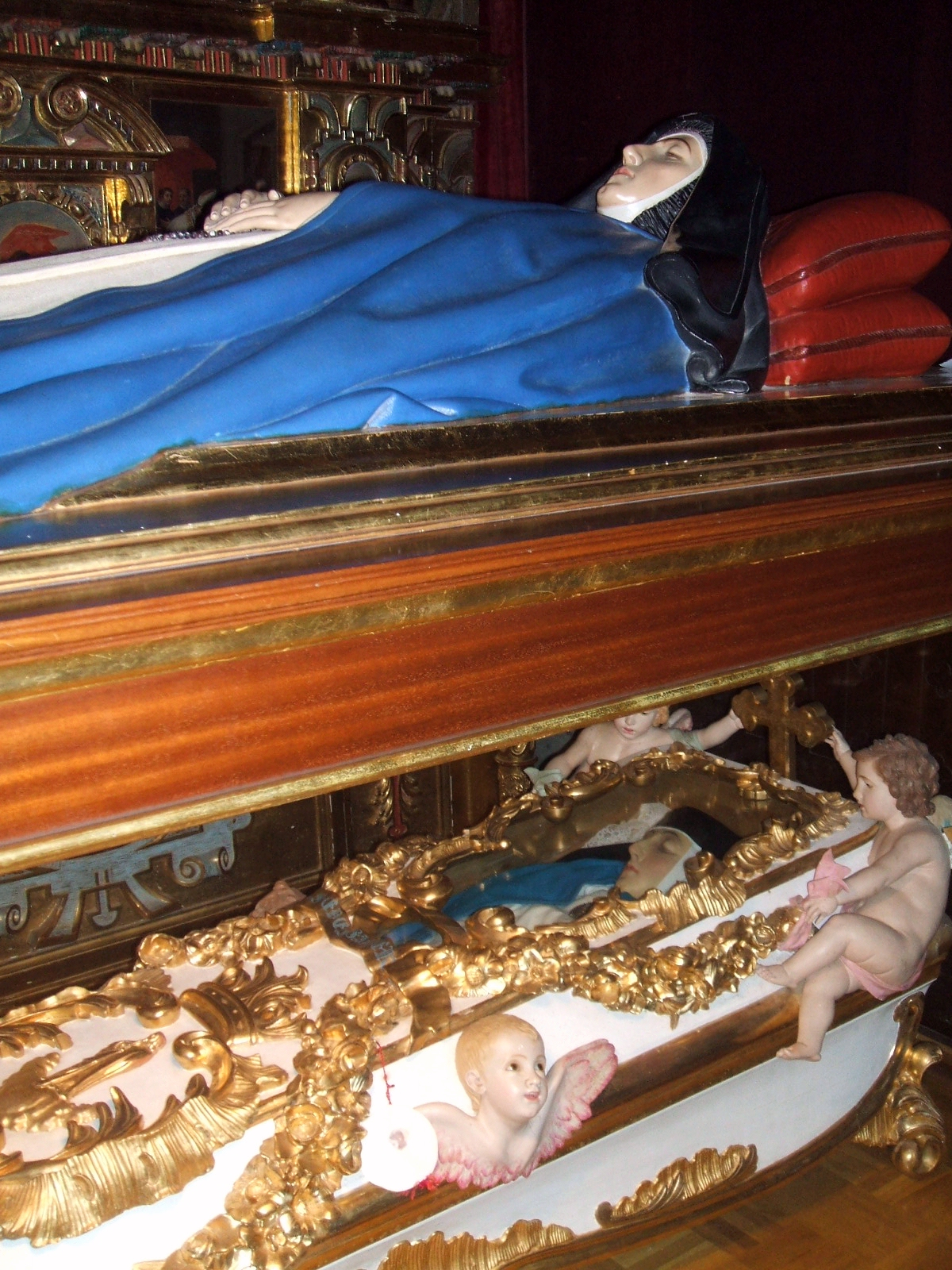
Sotto la statua blu giace il corpo incorrotto della venerabile María de Jesús de Ágreda, nella chiesa del convento delle Concezioniste ad Ágreda, in Spagna

La mistica di Ágreda scrisse numerose opere, tra le quali la più famosa, ristampata anche al giorno d'oggi e che ha visto più di 6.000 edizioni in tutte le lingue, è la "Mistica città di Dio" ("Mística Ciudad de Dios"). L'opera, che la Vergine stessa avrebbe ispirato, narra la vita di Maria, arricchita di consigli spirituali. Si trattava soprattutto di un libro con cui l'autrice voleva indicare la Vergine come vero modello di vita per le monache. Scritta nel 1637, bruciata nel 1645 per ordine del suo confessore del tempo, fu riscritta nel 1650 su richiesta di un nuovo confessore, padre Andrea de Fuenmayor, con l'aggiunta della biografia di Maria di Gesù e delle grazie che avrebbe ricevuto. Dopo diverse vicissitudini il testo, che era anche finito nell'Indice dei libri proibiti, fu approvato dall'Inquisizione nel 1686.
Suor Maria è considerata anche teologa dell'Immacolata Concezione, ispirata dalla dottrina del beato Giovanni Duns Scoto.
Maria morì nel convento di Ágreda il 24 maggio 1665, giorno di Pentecoste. Il suo corpo, rimasto incorrotto, è stato sottoposto a quattordici ricognizioni ufficiali, l'ultima delle quali il 20 maggio 1989, ed è custodito nella chiesa della Concezione di Agreda, esposto alla devozione dei fedeli. Il processo di canonizzazione fu aperto il 28 gennaio 1673, ma si fermò pare per i problemi sorti proprio con "La mistica città di Dio". Attualmente, anche grazie alle sollecitazioni pervenute da più parti, il processo potrebbe riprendere: nel 1990 è stato nominato infatti un nuovo relatore e nel 2016 un nuovo vice-postulatore.

## Mistica Città di Dio

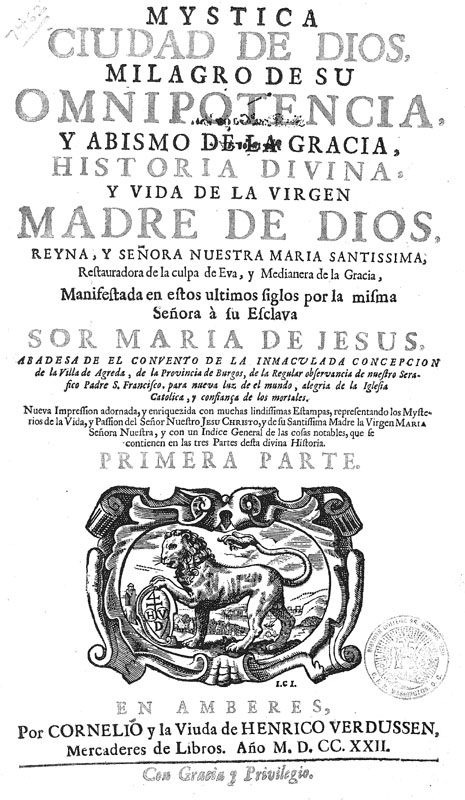
Frontespizio della Mistica città di Dio, di Maria D'Ágreda (Edizione del 1722)

Mistica Città di Dio è un'opera di Maria di Ágreda, in cui l'autrice descrive alcune visioni che avrebbe avuto, riguardanti la vita della Beata Vergine Maria e di Gesù, con particolare riguardo alla Passione, descritta sottolineandone gli aspetti più cruenti.
Per quanto la tendenza a esaltare i particolari più scabrosi della Passione di Gesù sia tipica della letteratura e dell'omiletica degli ultimi quattro secoli, nell'opera della Ágreda molti episodi narrati non sono presenti né nei Vangeli sinottici né in quelli apocrifi: ad esempio, la flagellazione, la coronazione di spine e la crocifissione di Gesù sarebbero state eseguite eseguite da ausiliari egiziani, mentre nella Bibbia risulta solo qualche accenno a questo particolare. Molto interessante (in quanto "inedito") il racconto che la Ágreda fa di quello che è successo al Cristo dopo la sua morte e risurrezione, con particolare riferimento alla discesa agli Inferi.
Quest'opera fu utilizzata da molti santi: Junipero Serra e Antonio Margil la seguirono come modello per la loro evangelizzazione, fu utilizzata inoltre da: Annibale Maria di Francia, Antonio Maria Claret e Luigi Maria Grignion de Montfort. L'edizione indiana in lingua tamil della "Mistica Città", voluta da una famiglia induista, ha nell'introduzione una lettera inviata per l'occasione da madre Teresa di Calcutta. Il regista Mel Gibson, per il suo film La passione di Cristo, si è ispirato anche all'opera dell'Ágreda.

## Opere
- Mistica Città di Dio, pubblicata nel 1670.
- Scala ascetica.
- Esercizi quotidiani e dottrina per compiere le opere con maggiore perfezione.
- Concetti e sospiri del cuore per raggiungere il vero scopo della gioia dello Sposo e Signore.
- Corrispondenza privata con Filippo IV.
- Vita della Vergine Maria.